# Кудчах
Кудча́х (лезг. Къучагъ) — покинутое село в Ахтынском районе Дагестана.

## География
Село Кудчах расположено в центральной части Ахтынского района, в Кудчахском ущелье Гельмец-Ахтынского хребта. До районного центра Ахты от села — 8 километров. До близлежащего села Курукал — 6 километров. Кварталы села: Агъа мягьле, Вини мягьле. Близ села расположены урочища: Къванциг, ТIупIал кьачI, Алай тIул, Гъенех, Къенен кIвал. Сельские родники: Фурук, Векьерал, Кьулан ник, ШайтIан булах, Хтум блах, Гъериб булах, Къайи булах и др.

## История
С начала XVII века по 1839 год Кудчах входил в состав Ахтыпаринского вольного общества, относилось к союзу сельских общин Ахтыпара-1. В 1839 году Кудчах вошёл в состав Российской империи. Административно входил в состав Самурского округа Дагестанской области. Вместе с сёлами Миджах, Смугул и Хал образовал Семагульское сельское общество Ахтыпаринского наибства (с 1899 года Ахтыпаринский участок). В 1929 году Кудчах был включён в состав новообразованного Ахтынского района. Первый колхоз в Кудчахе был назван в честь А. Микояна. В послевоенные годы кудчахский колхоз был объединён с ахтынским колхозом имени М. Айдинбекова. В 1957 году кудчахский колхоз был восстановлен. На начало 1961 года в колхозе «Искра» работало 125 колхозников из 40 хозяйств, имелось 76 голов крупного рогатого скота, в том числе 16 коров; 4567 овец и коз. На зимовья скот кудчахцев перегонялся в Халданский район АзССР, позже в Муганскую зону. В 1962 году жители села переселились в село Курукал, Ахты, другие сёла Дагестана, а также Кубинский район Азербайджана, где образовано село Кодчах-уба. В данное время село пустует.

## Население
До переселения в селе Кудчах жили лезгины, мусульмане-сунниты. В 1869 году в селе проживало 340 человек, из них мужчин — 191, женщин — 149. Село состояло из 61 двора. В 1886 году население села составляло 483 человека.. На данный момент в селе никто не живёт. Исторически население села делилось на тухумы: Юанашар, Жанар, Шабанабур, Мягьмудар, Жемияр, Шанлыяр и др.